# 莫勒湖
56°56′30″N 5°40′21″W / 56.94167°N 5.67250°W

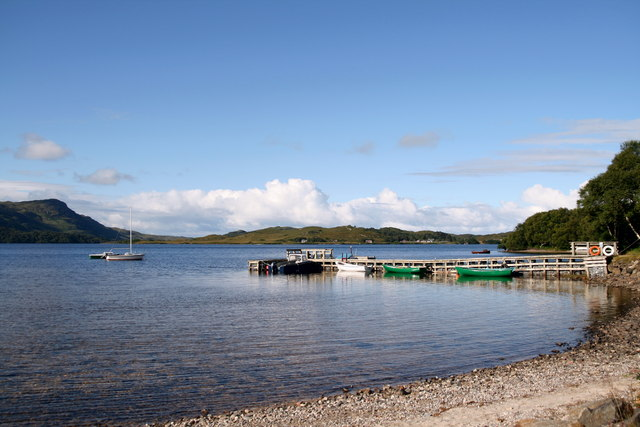
莫勒湖與渡頭

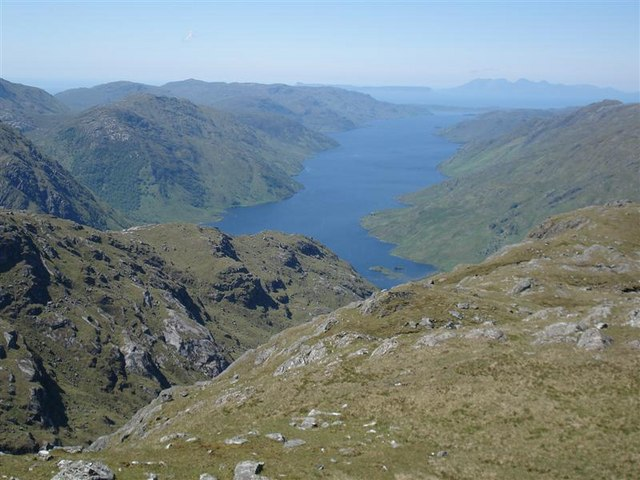
俯瞰

莫勒湖（英語：Loch Morar，蘇格蘭蓋爾語：Loch Mhòrair）是蘇格蘭的湖泊，由高地負責管轄，長19公里，面積26.7平方公里，集水區面積168平方公里，平均水深86.6米，最大水深310米，蓄水量2.3立方公里，湖中有5座島嶼。

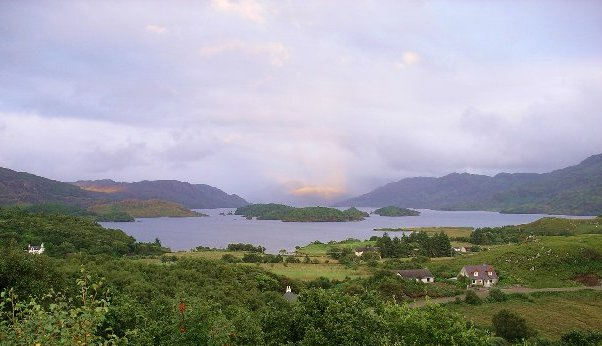
湖中的5座島嶼

## 外部連結
- Gazetteer for Scotland （页面存档备份，存于） Morar, Loch
- Map of Loch Morar （页面存档备份，存于）
- Loch Morar's entry in the World Lakes Database